# کورتلیکول
کورتلیکول (انگلیسی: Kurtlykul) یک شهرک در شهرستان کاراایدلسکی استان باشقیرستان کشور روسیه است.